# بريندا فلوريس
بريندا فلوريس (بالإسبانية: Brenda Flores) هي منافسة ألعاب القوى مكسيكية، ولدت في 4 سبتمبر 1991 في سيوداد نيزاهوال كويوتل في المكسيك.

## وصلات خارجية
- بريندا فلوريس على موقع الاتحاد الدولي لألعاب القوى (الإنجليزية)
- بريندا فلوريس على موقع اللجنة الأولمبية الدولية (الإنجليزية)
- بريندا فلوريس على موقع أوليمبيديا (الإنجليزية)